# Vulgar Display of Power
Vulgar Display of Power este al șaselea album al trupei Pantera. Acesta a fost publicat în data de 25 februarie, anul 1992.
- Lungimea albumului este de 52 de minute.
- A fost produs ( a doua colaborare) cu Terry Date
| Titlu | Lungime                        |      |
| ----- | ------------------------------ | ---- |
| 1.    | "Mouth for War"                | 3:57 |
| 2.    | "A New Level"                  | 3:57 |
| 3.    | "Walk"                         | 5:14 |
| 4.    | "Fucking Hostile"              | 2:48 |
| 5.    | "This Love"                    | 6:32 |
| 6.    | "Rise"                         | 4:36 |
| 7.    | "No Good (Attack the Radical)" | 4:49 |
| 8.    | "Live in a Hole"               | 5:00 |
| 9.    | "Regular People (Conceit)"     | 5:27 |
| 10.   | "By Demons Be Driven"          | 4:40 |
| 11.   | "Hollow"                       |      |

| Vulgar Display of Power | Vulgar Display of Power                      |                         |
| --- | -------------------------------------------- | ----------------------- |
| |                                              |                         |
| Album Pantera |                                              |                         |
| Lansat | February 25, 1992                            |                         |
| Înregistrat | 1991                                         |                         |
| Studio | Pantego Sound Studio in Pantego, Texas, U.S. |                         |
| Genul | - Groove metal - thrash metal                |                         |
| Lungimea | 52:48                                        |                         |
| Label | Atco                                         |                         |
| Producător | Terry Date                                   |                         |
| Cronologie Pantera |                                              |                         |
| \| Cowboys from Hell(1990) \| Vulgar Display of Power(1992) \| Far Beyond Driven(1994) \|                                    |                                              |                         |
| |                                              |                         |
| Single uri Pantera |                                              |                         |
| 1. "Mouth for War" Released: February 1992 2. "This Love" Released: 1992 3. "Hollow" Released: 1992 4. "Walk" Released: 1993 |                                              |                         |
| Cowboys from Hell(1990) | Vulgar Display of Power(1992)                | Far Beyond Driven(1994) |

## Gen Muzical Și versuri
Bateristul Vinnie Paul a spus că Cowboys from Hell era foarte aproape de „sunetul definitiv Pantera”.  Când Metallica și-a lansat albumul auto-intitulat în 1991, Pantera l-a considerat o dezamăgire pentru fani, deoarece credeau că Metallica a abandonat sunetul thrash metal auzit în albumele anterioare. Pantera a simțit că au o ocazie și un gol de umplut; au vrut să facă cel mai greu record din toate timpurile.
Riff-ul pentru „Walk” este redat cu o semnătură de timp de 12/8. Darrell a jucat riff-ul în timpul unei verificări sonore, în timp ce Pantera era în turneu pentru Cowboys from Hell, iar restul formației i-a plăcut. [20] În urma acestui turneu, trupa s-a întors acasă și a constatat că unii prieteni credeau că starul rock a ajuns la capul lor. Versurile melodiei au fost inspirate din atitudinea acestor oameni față de trupă; Mesajul lui Anselmo pentru ei a fost: „Ia-ți nenorocita de atitudine și fă o plimbare nenorocită cu asta. Ține-o de la mine.” [20]